# 2 Pułk Huzarów (austro-węgierski)

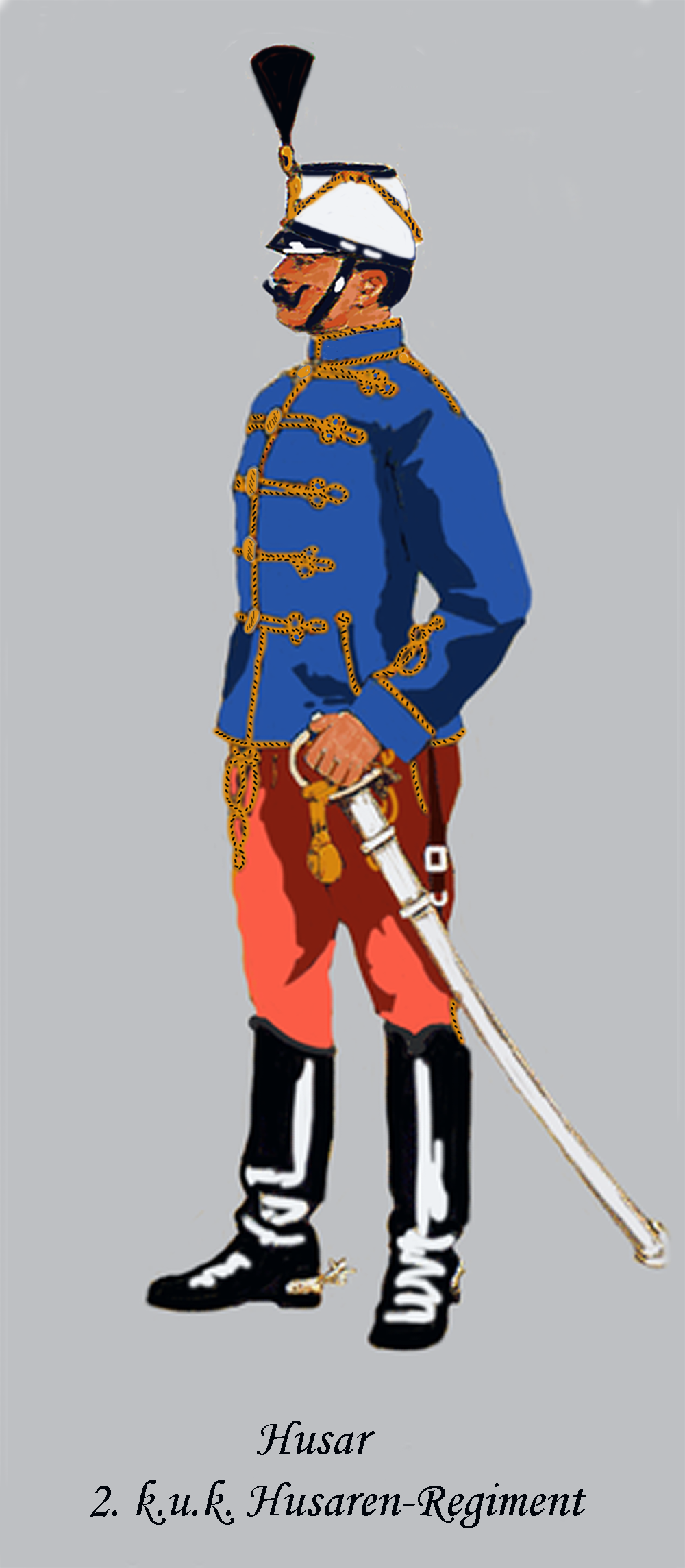
Huzar HR. 2

Pułk Huzarów Fryderyka Leopolda Księcia Prus Nr 2 (HR. 2) – pułk kawalerii cesarskiej i królewskiej Armii.
Pełna nazwa niemiecka: Husarenregiment Friedrich Leopold Prinz von Preuβen Nr 2.

## Historia pułku
Pułk został utworzony w 1743.
Kolejnymi szefami pułku byli:
- generał kawalerii Anton Kálnoky (1749 – †16 VI 1783),
- palatyn Węgier, pułkownik Leopold Aleksander Habsburg(inne języki) (1784 – †22 VII 1795),
- palatyn Węgier, marszałek polny Józef Antoni Habsburg (1795 – †13 I 1847),
- król Hanoweru, generał kawalerii Ernest August I (1847 – †18 XI 1851),
- wielki książę Rosji Mikołaj Romanow (1852 – †25 IV 1891)
- książę Prus Fryderyk Leopold Pruski (od 1893)[3].

Swoje święto pułk obchodził 20 marca w rocznicę bitwy pod Arcis-sur-Aube stoczonej w 1814.
Według stanu z około 1868 pułk stacjonował w Prossnitz na Morawach. 
W 1883 sztab pułku i kadra zapasowa stacjonowały w Braszowie (niem. Kronstadt).
W 1914 pułk stacjonował na terytorium 12 Korpusu: komenda pułku razem z 1. i 2. dywizjonem w Braszowie (niem. Kronstadt, węg. Brassó), a kadra zapasowa w Mediaș (niem. Mediasch, węg. Medgyes). Pułk wchodził w skład 12 Brygady Kawalerii.
Żołnierze nosili attylę jasnoniebieską, a guzy do pętlic („oliwki”) były złote; czako –  białe.

## Organizacja pokojowa pułku
- Komenda
- pluton pionierów
- patrol telegraficzny
- Kadra Zapasowa
- 1. dywizjon
- 2. dywizjon

W skład każdego dywizjonu wchodziły trzy szwadrony liczące 117 dragonów. Stan etatowy pułku liczył 37 oficerów oraz 874 podoficerów i żołnierzy.

## Żołnierze
Komendanci pułku
- płk Alexander von Hügel (1883 – 1884)
- płk Ladislaus Ambrus de Velencze (1914[2])

Oficerowie
- nadpor. Józef Zaleski